# マリアン・クリステスク
マリアン・クリステスク（ルーマニア語: Marian Cristescu, 1985年3月17日 - ）はルーマニア・ブカレスト出身の元サッカー選手。現役時代のポジションはミッドフィールダー。

## 来歴
2013年7月、FCペトロルル・プロイェシュティからFCアストラ・ジュルジュに移籍した。FCアストラではFCサチェレ、FCブラショヴ所属時に監督だったダニエル・イザイラと再会することになった。
2013年8月1日、UEFAヨーロッパリーグ 2013-14・予選3回戦のFK ASトレンチーン戦でUEFAヨーロッパリーグに初出場した。

## 個人成績
| 国際大会個人成績 | 国際大会個人成績     | 国際大会個人成績 | 国際大会個人成績 | 国際大会個人成績 | 国際大会個人成績 | 国際大会個人成績 |
| 年度             | クラブ               | 背番号           | 出場             | 得点             | 出場             | 得点             |
| UEFA             | UEFA                 | UEFA             | UEFA EL          | UEFA EL          | UEFA CL          | UEFA CL          |
| ---------------- | -------------------- | ---------------- | ---------------- | ---------------- | ---------------- | ---------------- |
| 2013-14          | アストラ・ジュルジュ | 18               | 4                | 0                | -                | -                |
| 2014-15          | アストラ・ジュルジュ | 18               |                  |                  | -                | -                |
| 通算             | UEFA                 | UEFA             | 4                | 0                | -                | -                |

## 所属クラブ
- 2002 - 2004  Electromagnetica Bucureşti
- 2005 - 2012  FCブラショヴ
- 2006 - 2007 →  FCサチェレ (期限付き移籍)
- 2012 - 2012  FCウニヴェルシタテア・クルジュ
- 2012 - 2013  FCペトロルル・プロイェシュティ
- 2013 - 2015  FCアストラ・ジュルジュ
- 2015 - 2015  FCディナモ・ブカレスト
- 2015 - 2019  CSコンコルディア・キアジナ
- 2019  FCブラショヴ
- 2020 - 2021  CSMコロナ・ブラショヴ